# Verschattung
Eine Verschattung (auch Radioopazität) ist ein heller und eine Aufhellung (Radioluzenz) ein dunkler Bereich auf einem Röntgenbild. Grund ist die unterschiedliche Röntgenopazität von Gewebearten.
Beide Begriffe werden in der Regel für vom Normalen abweichende Helligkeiten verwendet – gelegentlich aber auch für nichtpathologische Befunde.
In der Frühzeit des Röntgens in der Medizin verwandte man statt Röntgenfilmen Fluoreszenzschirme. Diese reagierten auf viel Röntgenstrahlen mit mehr (hellerem) Licht und auf wenig Röntgenstrahlen mit weniger (dunklerem) Licht. Bereiche, die dort dunkler erschienen als erwartet, nannte man verschattet, weil hier offenbar das Röntgenlicht durch einen Gegenstand o. a. abgeschattet wurde. Die helleren Bereiche, wo Röntgenstrahlen besser durchstrahlten als erwartet, wurden aufgehellt genannt.
Seit Verlassen der Fluoreszenzradiographie werden Röntgenfilme benutzt, die sich genauso wie ein üblicher Negativfilm verhalten. Sie werden durch mehr Licht (hier Röntgenstrahlen) mehr geschwärzt (also dunkler) und durch weniger Licht weniger geschwärzt (also heller).
Da die Begriffe aus der Ära des Fluoreszenzradiographie beibehalten wurden, liegt ein scheinbares Paradoxon vor. Es wird also ein Bereich auf dem Röntgenfilm, der heller ist, als er sein sollte, verschattet genannt und ein Bereich, der dunkler ist, als er sein sollte, aufgehellt genannt.